# Ajalsopeli (Abjasia)
Ajalsopeli (en georgiano: ახალსოფელი) o Jipsta (en abjasio: Хыԥсҭа, romanizado: Jypsta) es un pueblo que pertenece a la parcialmente reconocida República de Abjasia, parte del distrito de Gudauta, aunque de iure pertenece al municipio de Gudauta de la República Autónoma de Abjasia de Georgia.

## Toponimia
El nombre del pueblo tiene su origen reciente y deriva del georgiano (en georgiano: ახალი სოფელი, romanizado: Ajal sopeli, lit. 'Pueblo nuevo').

## Geografía
Ajalsopeli se encuentra a orillas del mar Negro, en la desembocadura del río Jyipsta y está situado a 5 km al noroeste de Gudauta. El pueblo limita con el pueblo de Zvandripshi en el norte, Mugudzirjva en el oeste; Lyjny por el este.

## Historia
Ajalsopeli está situado en la región histórica de Bzipi. Hasta 1944, el territorio actual del pueblo estuvo dividido entre Zvandripshi y Lyjny a lo largo del curso derecho e izquierdo, respectivamente, del río Jipsta. El pueblo fue fundado en 1944 para reubicar a habitantes llegados del oeste de Georgia, y por ello los georgianos fueron una mayoría aquí poco después, con alrededor del 20% de los abjasios viviendo aquí. En la década de 1950, la aldea pasó a llamarse brevemente Ordzhonikidze en honor al bolchevique georgiano Sergó Ordzhonikidze, pero luego volvió a llamarse Ajalsopeli hasta 1996. Ajalsopeli era el único pueblo en todo el distrito de Gudauta donde los georgianos constituían la mayoría.
Durante la guerra en Abjasia (1992-1993), muchos georgianos locales huyeron del país, pero no todos (algunos georgianos locales incluso lucharon del lado de los abjasios durante esta guerra). El teniente coronel Oleg Chanba, nativo del pueblo, fue comandante de la Fuerza Aérea de Abjasia durante la guerra y cayó durante una de las misiones de combate. En la actualidad, un grupo de georgianos (en su mayoría jubilados) permanece aquí. En 1996, el gobierno separatista de Abjasia decidió cambiar el nombre de la aldea a Jipsta por el nombre del río local.

## Demografía
La evolución demográfica de Ajalsopeli entre 1959 y 2011 fue la siguiente:
| 2533                                                | 2992 | 1751 |
| (Fuente: Population of Abkhazia since Soviet times) |      |      |

La población ha sufrido un descenso de algo más del 40% por la guerra, principalmente por la huida de la mayor parte de georgianos del pueblo. Actualmente la mayoría de la población son abjasios pero en el pasado tuvo una mayoría significativa de georgianos (alrededor del 70%).
|              | 2011      | 2011       |
| Grupo étnico | Población | Porcentaje |
| ------------ | --------- | ---------- |
| Georgianos   | 99        | 5,7%       |
| Abjasios     | 1548      | 88,4%      |
| Rusos        | 60        | 3,4%       |
| Ucranianos   | 5         | 0,3%       |
| Armenios     | 5         | 0,3%       |
| Griegos      | 3         | 0,2%       |
| Total        | 1751      | 100%       |

## Infraestructura

### Transporte
Las carreteras y la línea férrea que conectan Rusia con Sujumi cruzan Ajalsopeli.